# ألتك لانسينج
ألتك لانسينج Altec Lansing هي شركة أمريكية للإلكترونيات الصوتية تأسست في عام 1927. منتجاتها الرئيسية هي مكبرات الصوت والإلكترونيات الصوتية المرتبطة بها للاستخدامات المهنية والمنزلية والسيارات والوسائط المتعددة.
قام المهندسون في شركة ويسترن إليكتريك، الذين شكلوا لاحقًا شركة ألتك سيرفيسز، بتطوير تكنولوجيا الصوت للأفلام التي تم تقديمها في عام 1927 مع إصدار فيلم "مغني الجاز".
في البداية، كانت شركة ألتك سيرفيسز تخدم أنظمة الصوت في المسارح التي ساعد مؤسسو الشركة في تطويرها. في عام 1941، اشترت شركة ألتك سيرفيسز شركة لانسينغ للتصنيع التي كانت على وشك الإفلاس ودمجت الاسمين، مما شكل شركة ألتك لانسينغ. وبفضل القدرات التصنيعية لشركة لانسينغ للتصنيع السابقة، توسعت بسرعة في تصنيع مكبرات الصوت ذات الأبواق.